# Pagnag
Pagnag is de hoofdplaats van het arrondissement Nagchu en de prefectuur Nagchu in de Tibetaanse Autonome Regio, China.
Pagnag heeft een treinstation op de spoorweg van Golmud in de provincie Qinghai naar de Tibetaanse hoofdstad Lhasa. Er is een groot treindepot op 3 km ten westen van de stad.